# 470 (zeilboot)
De 470 klasse is een open wedstrijd zeilboot met Internationale en olympische status.

## Beschrijving
De 470 (ook wel de Koningsklasse genoemd),is een wedstrijd zwaardboot, die beschikt over een grootzeil, een fok en een spinnaker. De constructie van de polyester boot is open, en de locatie van de dekbeslagen is vrij. Dit maakt dat de boot meegaat met de ontwikkelingen van de tijd en nog altijd een hypermoderne race machine is.
Het getal 470 verwijst naar de lengte van de boot, namelijk 470 cm of 4,70 meter. Het zeilen van een 470 vereist een goede boothandeling omdat deze licht en gevoelig is. De boot wordt gevaren door twee personen; de stuurman/vrouw en bemanning/trapezenist(e). De stuurman/vrouw houdt zich bezig met het sturen van de boot, het hijsen van het Spinnaker en het trimmen van het grootzeil. De bemanning staat vanaf 2-3 Beaufort al in trapeze, bedient en trimt de fok en bedient de spinnaker.  
De 470 wordt onder strikte klassevoorwaarden door verschillende werven over de gehele wereld gebouwd. 
De belangen van de 470-klasse worden in Nederland vertegenwoordigd door de "470 Klasse Organisatie Nederland". Deze organisatie zet zich in de klasse te promoten door het organiseren van wedstrijden en trainingen. www.470sailing.nl

## Olympische klasse
De 470-klasse is sinds 1976 naast een Internationale ook een olympische klasse. Van 1976 tot en met 1984 was de klasse open en mochten zowel dames en heren deelnemen. Sinds de Olympische Zomerspelen 1988 zeilen mannen en vrouwen gescheiden. Tijdens de zomerspelen in Beijing 2008 slaagde het damesduo Marcelien de Koning en Lobke Berkhout erin een zilveren medaille te bemachtigen. Ook in 2012 in Londen werd een medaille behaald: Lobke Berkhout behaalde met Lisa Westerhof het brons.

## Huidige Nederlandse 470-kernploeg
De Nederlandse 470-kernploeg telt anno 2024 twee leden.
- Afrodite Zegers en Pim van Vugt(geselecteerd voor de Olympische Spelen 2024)[2]
- Voor de komende Olympische spelen staat de kandidatuur nog open